# Edith Humphrey
Pour les articles homonymes, voir Humphrey.
Edith Ellen Humphrey, née à Londres le 11 septembre 1875 et morte dans la même ville le 25 février 1978, est une chimiste inorganique britannique, pionnière dans la recherche sur les complexes dans l'équipe d'Alfred Werner à l'université de Zurich. Il semble qu'elle ait été la première Britannique à recevoir un doctorat en chimie.

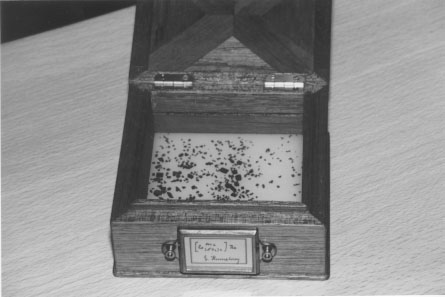
Échantillon de cristaux préparé par Edith Humphrey vers 1900

Lors du cent-cinquantième anniversaire de la Royal Society of Chemistry (RSC) le 8 avril 1991, un échantillon original des cristaux synthétisés par Humphrey pour son doctorat fut envoyé à la Royal Society of Chemistry par le Swiss Committee of Chemistry avec un spectre moderne d'une solution d'un des cristaux. Cette boîte de cristaux est exposée dans la salle d'exposition de la RSC.

## Biographie

### Famille et enfance
Edith Humphrey était la plus jeune des sept enfants de John Charles Humphrey (1833-1903), un greffier au Metropolitan Board of Works à Londres, et de sa femme Louisa (née Frost, 1831-1910), une enseignante. John Humphrey était issu d'une famille pauvre, son père était bottier, et il souhaitait que ses enfants soient éduqués. Edith grandit dans une famille de classe moyenne à Kentish Town, Londres. Ses deux sœurs ainées devinrent enseignantes, son frères, parmi lesquels Herbert Alfred Humphrey (en) (1868–1951) inventa la pompe Humphrey (en) et William Humphrey (1863-1898) dirigea l’Université de Fourah Bay à Freetown, Sierra Leone, reçurent une éducation supérieure
Humphrey fut scolarisée à la Camden School for girls puis à partir de 1891 au North London Collegiate School, une des premières écoles pour filles au Royaume-Uni à proposer des cours de sciences.
De 1893 à 1897 Humphrey étudia la chimie (et la physique) au Bedford College, avec une bourse de 60 £ par an. Après avoir obtenu son diplôme, elle s'inscrit à l'Université de Zurich pour passer un doctorat.

### Recherches post-doctorales
Le 17 octobre 1898, Humphrey s'inscrit en chimie à l’Université de Zurich. Elle rejoint l'équipe grandissante d'étudiants d'Alfred Werner, travaillant dans des caves inadaptées appelées Katakomben (catacombes). Humphrey reçut une bourse de 60 £ par an pour trois ans par le Technical Education Board du London County Council, mais les études en Suisse étaient chères et Humphrey était fauchée. Werner reconnut les compétences d'Humphrey et la nomma comme son assistante, avec un salaire. Humphrey travaillait dur et son emploi du temps laisse penser qu'elle trouvait la vie sociale décevante
Humphrey fut « la première de ses étudiants à réussir la préparation de nouvelle série de complexes de cobalt géométriquement isométriques de Werner, une classe que composés cruciaux dans le développement et la preuve de sa théorie de coordination,. » « Quel dommage pour Miss Humphrey que cela n'ait pas été reconnu à l'époque car elle aurait alors été à l'origine d'une preuve irréfutable de la validité de la théorie de la coordination de Werner et de son attribution ultérieure du prix Nobel,. » Bien qu’une étude ultérieure ait apporté un doute concernant la qualité de l'échantillon, le statut d'Humphrey de femme scientifique pionnière reste important.
Sa thèse Über die Bindungsstelle der Metalle in ihren Verbindungen und über Dinitritoäthylendiaminkobaltisalze fut acceptée par l'Université de Zurich en 1901. Humphrey fut la première femme britannique à obtenir un doctorat en chimie, bien que pas la première à Zurich Zurich. Une chimiste américaine, Rachel Holloway Lloyd, en avait déjà obtenu un en 1887, et l'université était devenue « un havre pour toutes les étudiantes d'Europe,. »
Après sa thèse Humphrey fut recommandée pour continuer ses recherches à l'Université de Leipzig dans l’équipe de Wilhelm Ostwald. Cependant l'attitude envers les femmes n'y était pas la même qu'à Zurich et elle ne toléra pas un régime où il ne lui était pas permis de travailler dans les laboratoires afin de ne pas distraire les hommes de leur travail.

### Fin de vie
Après son retour en Angleterre Humphrey rejoignit le personnel d'Arthur Sanderson & Sons (en), un fabricant britannique de tissus et de papiers peints, où elle travailla jusqu'à la retraite. Elle était employée comme chercheuse chimiste dans leur usine de Chiswick, mais peu de son travail là-bas est connu. Lors du recensement de 1911 elle vivait à Hampstead avec ses deux sœurs aînées et se donnait comme profession simplement chimiste.
En 1904, Humphrey fut une des dix-neuf femmes à signer la pétition pour l'admission des femmes à la Chemical Society. Cela fut finalement permis en 1919, et Humphrey fut par la suite élue membre.
Une interview d'Humphrey au sujet de son expérience à Zurich fut publiée par New Scientist pour son centième anniversaire le 11 septembre 1975.

### Citations
1. ↑  « the first of his students to succeed in preparing Werner's first new series of geometrically isomeric cobalt complexes, a class of compounds that were crucial in his development and proof of his coordination theory. »
2. ↑  « What a pity for Miss Humphrey that it was not recognized at the time, because she would then have been responsible for an unequivocal proof of the soundness of Werner's coordination theory and the subsequent award of the Nobel prize to him. »
3. ↑  « a haven for women students from all over Europe. »